# Tangmere
Tangmere es una parroquia civil situada en el distrito de Chichester, en Sussex Occidental, Inglaterra (Reino Unido). Según el censo de 2021, tiene una población de 3300 habitantes.
Está ubicada al sur de la región del Sudeste de Inglaterra, cerca de la costa del canal de la Mancha y de la ciudad de Chichester —la capital del condado— y al sur de Londres.